# Hyundai Aero Town
Hyundai Aero Town (хангыль: 현대 에어로타운) — это среднемагистральный автобус средней грузоподъемности, производства компании Hyundai Motor Company. Он был представлен в 1994 году. В основном он используется как междугородний автобус среднего класса. Отличительной особенностью является значок «Аэротаун» спереди, в то время как обычный значок Hyundai находится сзади. Его основными конкурентами являются Daewoo BH090 Royal Star и Daewoo BS090 Royal Midi.

## Поклоения

### Aero Town 1 (1994—1998)
Обладал современным дизайном на момент выпуска, двигателем в 177 л. с. и 7545 см³. Все туристические (междугородние) автобусы вплоть до 2004 года выпускались с двигателем 7545 см³. и были оснащены 33 сиденьями (не включая водительское).
Всего выпущено 1775 единиц. Один экземпляр в 2019 году был передан в Молетский музей техники (Литва).

### Aero Town 2 (1998—2002)
Изменена передняя часть, изменено положение кондиционера и добавлена спецификация длинного кузова с длинной осью. Оснащался двигателем 196/225 л. с., 6606 см³. Больше являлся городским автобусом, нежели туристическим. В качестве городских автобусов более популярны были BS090 Royal Midi от Daewoo и Hyundai Global 900.

### Aero Town 3 (2003—2004)
В 2003-м году был изменен дизайн фар с квадратного на круглый (сделано из-за ближайшего конкурента — Daewoo BH090).

### e-Aero Town 1 (2004—2018)

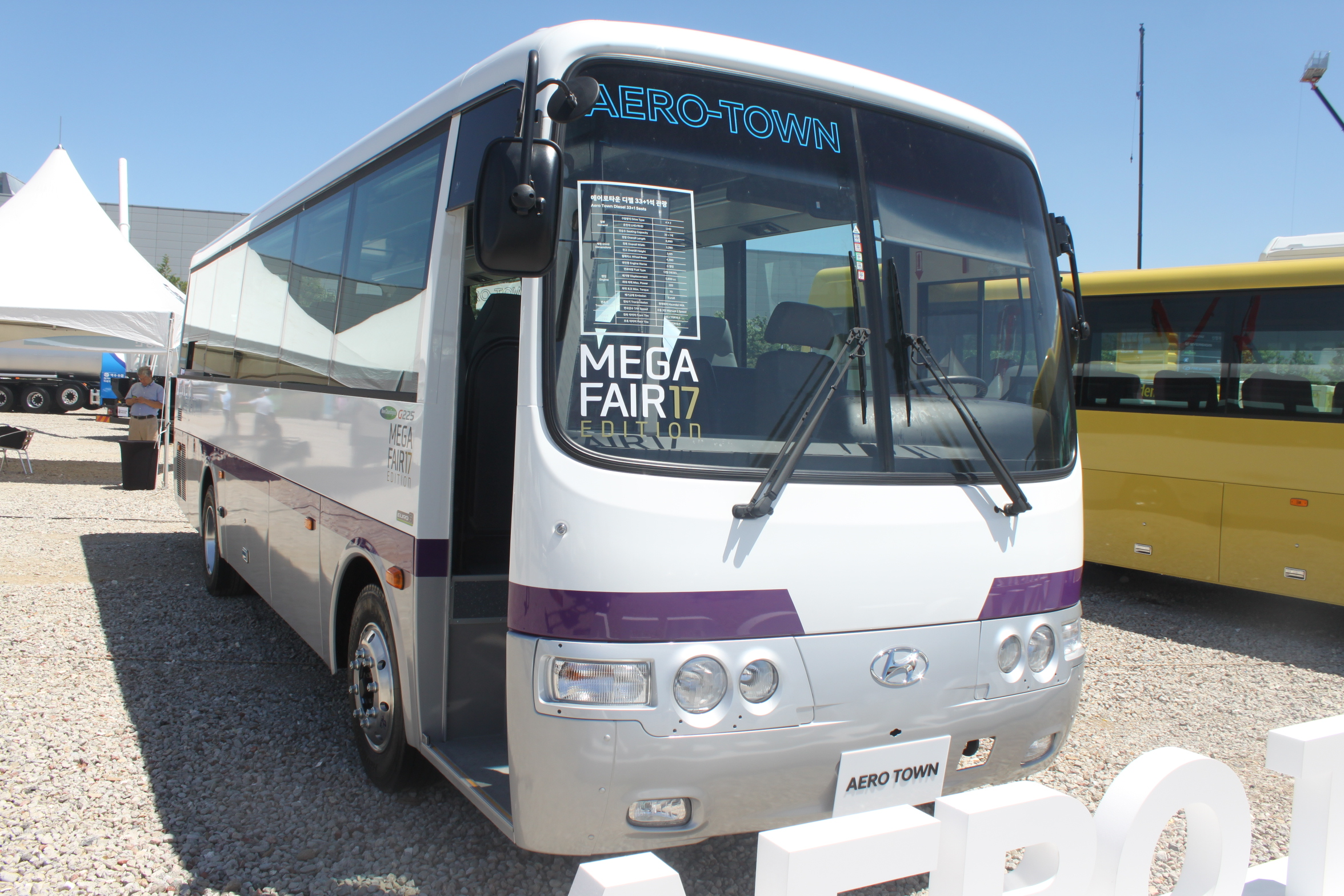
e-Aero Town

Модернизированный Hyundai Aero Town увидел свет в 2004-м году. Со второй половины 2004 года «Hyundai e-Aerotown» был запущен в соответствии со стандартом Euro 3, а в 2008 году произведен автобус с двигателем стандарта Евро-4 (модель G225). Также была изменена форма боковых окон.

### e-Aero Town 2 (2018—2024)
В связи с обязательными поставками низкопольных автобусов с 19 января 2023 года, было подтверждено, что все городские автобусы Hyundai Motor Company с высоким полом будут сняты с с января 2024 года.

## Модельный ряд
- Туристический/частный (LG-B)
  - LG-AB : частный
  - LG-BB : туристический/частный
- Городской (LG-C)
  - LG-CC : городской